# Kalyvakia (Cipro)
Kalyvakia (in greco Καλυβάκια?; in turco Kalavaç) è un villaggio situato di Cipro, a est della città di Kythrea.  Esso è situato de facto nel distretto di Lefkoşa della Repubblica Turca di Cipro del Nord, e de jure del distretto di Nicosia della Repubblica di Cipro. Fin dal periodo ottomano, Kalyvakia/Kalavaç è stata abitata prevalentemente da turco-ciprioti.
Kalyvakia nel 2011 aveva 255 abitanti.

## Geografia fisica
Il villaggio si trova ai piedi della catena montuosa del Pentadaktylos, otto chilometri a nord-est di Kythrea/Değirmenlik.

## Origini del nome
Il linguista turco-cipriota Osman Erciyas sostiene che il nome derivi da galif, che in greco significa "piccole capanne" e che, fin dal periodo ottomano, i turco-ciprioti abbiano usato una versione corrotta di galif o galivaca, Kalavaç, per indicare il loro villaggio. Kalavaç non ha alcun significato in turco. È importante notare che gli abitanti del villaggio turco-cipriota utilizzano ancora oggi questo nome.

## Società

### Evoluzione demografica
Fin dal periodo ottomano, Kalyvakia/Kalavaç è stata abitata prevalentemente da turco-ciprioti. Sebbene il censimento britannico del 1891 abbia registrato la presenza di alcuni greco-ciprioti nel villaggio, dal momento che erano tutti maschi, possiamo supporre che al momento del censimento si trovassero lì per un qualche tipo di lavoro stagionale. La popolazione è aumentata costantemente da 73 abitanti nel 1901 a 221 nel 1960.
Nessuno è stato sfollato da questo villaggio durante le lotte intercomunitarie degli anni Sessanta. Tuttavia, durante questo periodo il villaggio servì come centro di accoglienza temporaneo per gli sfollati turco-ciprioti che erano fuggiti dai villaggi vicini, come Palaikythro/Balıkesir. Richard Patrick non ha registrato la presenza di sfollati nel 1971, suggerendo che il villaggio abbia ospitato sfollati solo per un breve periodo di tempo.
Kalyvakia/Kalavaç è attualmente abitata in gran parte dai suoi abitanti originari. Secondo il censimento turco-cipriota del 2006, la popolazione del villaggio era di 248 abitanti.